# Icius pseudocellatus
Icius pseudocellatus är en spindelart som beskrevs av Embrik Strand 1907. Icius pseudocellatus ingår i släktet Icius och familjen hoppspindlar. Inga underarter finns listade i Catalogue of Life.